# 羅茲哈迪夫
49°36′25″N 24°57′59″E / 49.60694°N 24.96639°E
羅茲哈迪夫（羅馬化：Rozhadiv）是位於烏克蘭西部特諾皮爾州特諾皮爾區的村莊，距離烏爾曼2.5公里，始建於1494年，面積2.12平方公里，2001年人口429。